# Brauerei H. Müller
Die Brauerei H. Müller AG ist eine Bierbrauerei in Baden in der Schweiz, die auch unter dem Markennamen Müller Bräu auftritt. Sie ist in vierter Generation ein Familienunternehmen, das 1897 vom Brauer Hans Müller gegründet wurde. Er kaufte die ehemalige Brauerei Johann Weber, die elf Jahre zuvor erbaut worden war.
Im Jahr 2021 beschäftigte die Brauerei 50 Mitarbeiter, die jährlich ca. 70'000 hl Getränke umschlugen. Neben dem eigenen Bier der Marke Müller Bräu wurden auch ca. 30 Sorten Biere fremder Brauereien, ca. 400 Sorten alkoholfreie Getränke und Wein gehandelt.
Seit 2022 werden die Biere der Marke Müller Bräu unter Lizenz von der Brauerei Falken in Schaffhausen hergestellt. Das Müller-Bräu-Areal in Baden soll neu gestaltet werden, es soll dort nur noch eine Gasthausbrauerei mit einer 1200-Liter Anlage geben.